# 오크어
오크어(옥시타니아어: lenga d'òc 듣기 (도움말·정보)) 또는 옥시타니아어(옥시타니아어: (L')Occitan 듣기 (도움말·정보))는 프랑스의 루아르강 남부 (6개 레지옹과 23개 데파르트망)에서 사용되는 언어이다. 이탈리아의 알프스 지역 계곡, 즉 발레다오스타주와 칼라브리아주의 소규모 공동체, 그리고 스페인의 아란 계곡(Val d'Aran)에서도 쓰인다.

## 명칭
프랑스어로 랑그도크(langue d'oc)라고 부르는데, 이는 북부의 랑그도일(오일어)은 오늘날의 프랑스어 'oui'(yes)에 해당하는 단어를 '오일'(oïl)이라고 발음하는데 반해 남부의 오크어는 '오크'(oc)라고 한다는 데에서 유래하였다.

## 언어와 방언
몇몇 학자들은 오크어를 여러 하위 언어들을 포함하는 언어군으로 보기도 하고, 방언군으로 보기도 한다.
- 오베르냐어(Auvèrnha語; Auvernhat)
- 가스콩어(Gasconha語; Gascon)
- 리무쟁어(Lemosin語; Lemosin)
- 랑그도크어(Lengadòc語; Lengadocian)
- 프로방스어(Provença語; Provençau)
- 유대프로방스어(Judeoprovençal, Shuadit)

## 역사
오크어는 중세 유럽에서 처음으로 구어로 된 운문을 작성하는 데 쓰인 트루바두르들의 언어였다. 그러나 오시타니아에 대한 프랑스 왕가의 영향력이 거세지면서 14세기무렵부터 오크어 사용은 감소세로 접어든다. 오크어는 프랑스 혁명기에 급격히 쇠퇴했는데, 새로 각성된 프랑스 민족주의가 프랑스 안의 언어적 다양성을 위협으로 보았기 때문이다.

## 프랑스 내의 사용
20세기 초까지 프랑스 남부 오시타니아 지역 농촌에서 사용되었으나 공적인 자리에서는 프랑스어로 대체되었다. 1999년 통계에 따르면 61만 명이 오크어를 모어로 쓰며 백만 명 가량이 오크어를 어느 정도 할 줄 아는 것으로 나타났다. 오크어를 모어로 사용하는 화자들은 주로 나이든 세대여서 사어화 될 위기해 처해있었으나, 최근 오크어를 쓰는 유치원들이 생겨나는 등 오크어를 보존하려는 움직임이 강해지고 있다.

## 프랑스 밖의 사용

### 유럽
카탈루냐 북부의 아란 계곡에서는 오크어 방언인 아란어가 카탈루냐어와 스페인어와 함께 공용어로 쓰인다. 이탈리아에서는 피에드몽의 아오스타 계곡 일대에서 사용되며, 14세기 이후로 칼라브리아주 일대에 오크어 공동체가 존재해왔다. 독일의 뷔르템베르크에도 18세기 이후, 오크어 공동체가 있어왔다.

### 미국
- 아이다호주
- 오리건주
- 루이지애나주
- 케이준

### 남아메리카
- 아르헨티나
- 우루과이

## 정서법
오크어는 두 종류의 정서법이 있는데, 중세에 사용되던 방법을 보존한 "표준안"과 프레데릭 미스트랄이 자신의 시문에서 사용한 프랑스어 표기법을 빌려 오크어를 표기한 "미스트랄안"이 있다. 현재까지 표준안과 미스트랄안이 모두 사용되고 있으나, 대중을 대상으로 한 교재에서 주로 쓰이는 정서법은 일반적으로 표준안이다. 오크어 위키백과도 표준안을 사용한다. 표준안과 미스트랄안이 눈에 띄게 다른점은 [o]로 발음되는 끝소리 자음을 철자 a로 처리하는 것이다. 따라서 표준안을 A주의, 미스트랄 안을 O주의라고도 부른다. 또한 표준안은 [u]발음에 철자 o를 사용하고, 미스트랄안은 프랑스어와 같이 ou를 쓴다.

## 기초 표현
- 안녕하세요 : Bonjorn
- 안녕 : Adieu
- 잘 지냅니까? : Vas plan?
- 잘 지냅니다. : Tot va plan.
- 저는 옥시타니아인입니다. : Soi occitan.

### 문법

#### 동사
오크어의 동사는 크게 세 그룹으로 나뉜다. 제1그룹은 동사원형이 -ar로 끝나며, 제2그룹은 -ir, 제3그룹은 -re로 끝나며 프랑스어의 -er동사, -ir동사, -re동사에 거의 대응된다. 각 동사들의 현재형은 다음과 같다. 각각 1인칭단수, 2인칭단수, 3인칭단수, 1인칭복수, 2인칭복수, 3인칭복수에 해당한다.
- 제1그룹(예: parlar "말하다") : parli, parlas, parla, parlam, parlatz, parlan
- 제2그룹(예: finir "끝내다") : finissi, finisses, finís, finissèm, finissètz, finisson
- 제3그룹(예: sentir "느끼다") : senti, sentes, sent, sentèm, sentètz, senton.

## 같이 보기
- 프랑스의 언어
- 스페인의 언어